# St. Cyriakus, Simon und Judas (Basse)

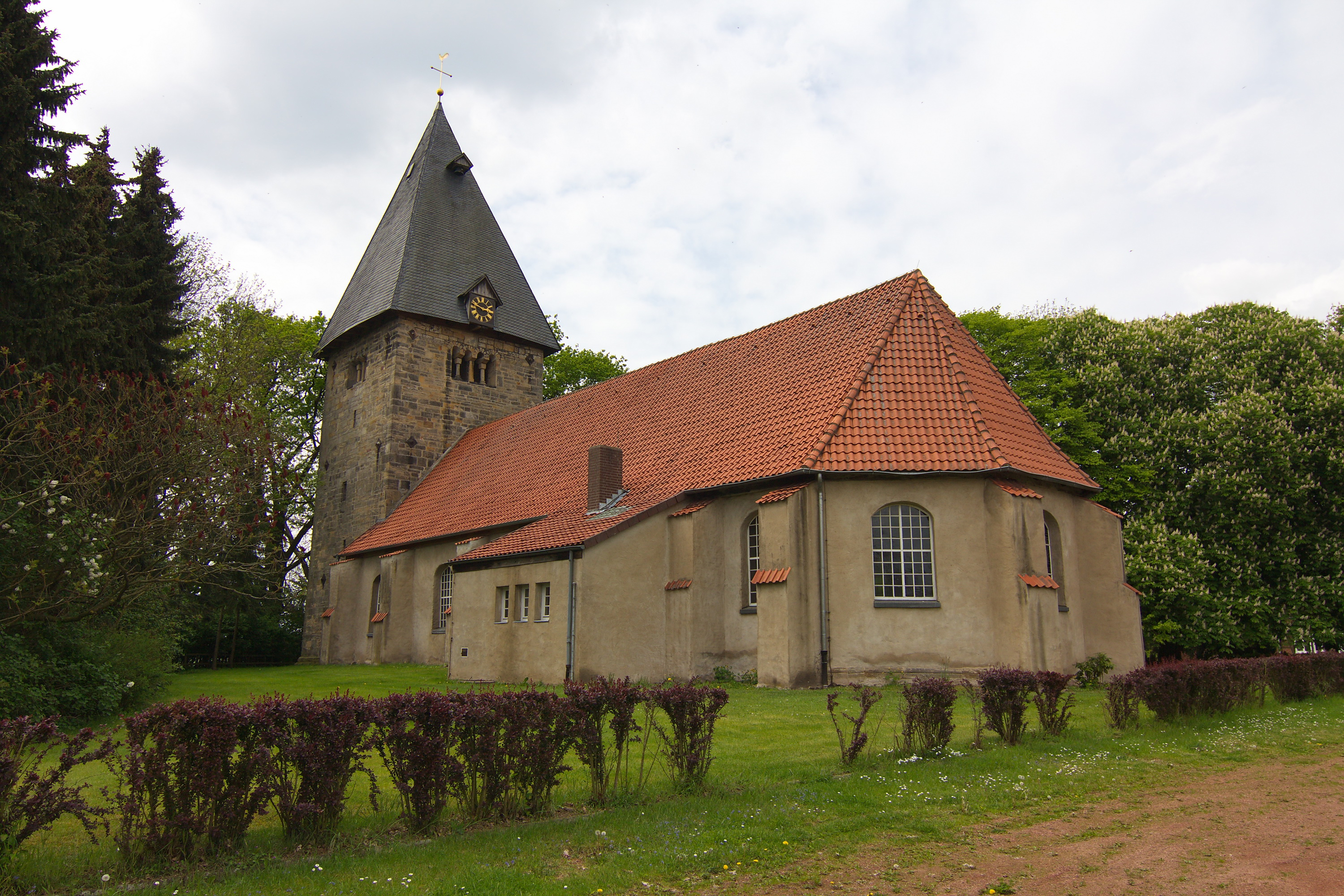
Simon-und-Judas-Kirche

Die evangelisch-lutherische Kirche St. Cyriakus, Simon und Judas steht am südlichen Dorfrand über der Leine von Basse, einem Ortsteil der Stadt Neustadt am Rübenberge in der Region Hannover in Niedersachsen. Die Kirche steht unter Denkmalschutz. Die Kirchengemeinde gehört zum Kirchenkreis Neustadt-Wunstorf im Sprengel Hannover der Evangelisch-lutherischen Landeskirche Hannovers.

## Geschichte
Die Kirche mit den Patronen St. Cyriakus, sowie St. Simon und Judas, war der geistliche Mittelpunkt der Grafschaft Wölpe. Sie wurde um 1100 von den Grafen von Wölpe als Filiale der Taufkirche in Mandelsloh gestiftet und durch den Grafen Bernhard II. von Wölpe samt Kirchenpatronat 1214 dem von ihm gegründeten Kloster Mariensee übereignet. Unter Bischof Gottfried von Waldeck wurde sie dem Kloster inkorporiert, unter seinem Nachfolger Ludwig von Waldeck wurde diese Bindung 1331 jedoch wieder gelöst.

## Beschreibung
Die Saalkirche besteht aus dem wuchtigen quadratischen Kirchturm in Quadermauerwerk aus dem 12. Jahrhundert im Westen, einem Langhaus und einen dreiseitig abgeschlossenen Chor aus dem 13. Jahrhundert. Die Wände des Langhauses und des Chors werden von Strebepfeilern gestützt. Der Turm ist mit einem schiefergedeckten Pyramidendach, das Langhaus mit einem Satteldach aus Dachziegeln bedeckt. In der Glockenstube hinter den Tetraforien als Klangarkaden hängen drei Kirchenglocken mit den Tönen e′, f′ und g′, 1650, 1836 und 1927 gegossen. Der Innenraum zwischen Turm und Langhaus ist durch einen niedrigen Rundbogen verbunden. Das Gewölbe des Chors und seines Abschlusses stammt aus dem 15. Jahrhundert. Das im Dreißigjährigen Krieg erhaltene Langhaus wurde 1688/89 mit einem flachen holzverschalten Muldengewölbe versehen. Damals wurde auch das Brauthaus angebaut.

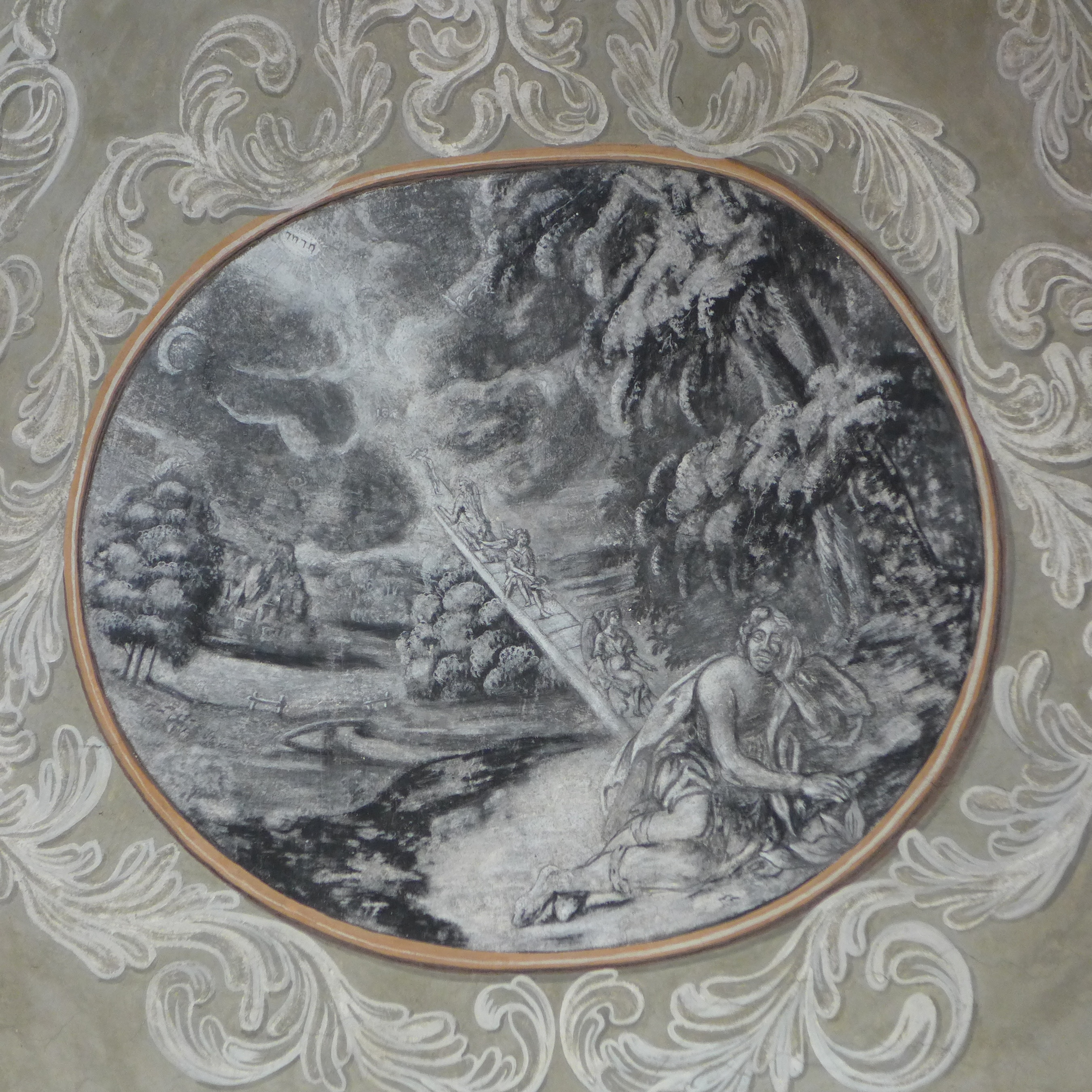
Medaillon „Jakobs Traum“

Das Gewölbe im Chor wurde 1689 in Grisaille ausgemalt. Die von Ranken und Festons umgebenen Medaillons zeigen christologische Szenen sowie die Darstellung von Jakobs Traum und dem Schlaf des  Elias. Zur Kirchenausstattung gehören ein kleines Tabernakel von 1499, das achteckige Taufbecken von 1652, die Kanzel vom Ende des 17. Jahrhunderts und der Schalldeckel von 1831. Ferner ziert die Kirche ein Gemälde von Eduard von Gebhardt über die Himmelfahrt vom Ende des 19. Jahrhunderts. 
Die erste Orgel wurde 1865 angeschafft, ihr Prospekt ist erhalten. 1893/94 wurde sie gegen eine Orgel mit zwölf Registern, verteilt auf zwei Manuale und Pedal, ausgetauscht. Nachdem diese nicht mehr bespielbar war, ist sie 1971 durch eine Orgel mit zehn Registern, verteilt auf zwei Manuale und Pedal, der Gebrüder Hillebrand Orgelbau ersetzt worden.